# قسم تيتكانلو الريفي (مقاطعة فاروج)
قسم تيتكانلو الريفي (بالفارسية: دهستان تیتکانلو) هي منطقة ريفية تقع في Khabushan District في إيران. يقدر عدد سكانها بـ 9,858 نسمة .